# Цутфен
Цутфен (на нидерландски: Zutphen; на немски: Zütphen, Zutfent) е град, община в провинция Гелдерланд в Нидерландия с 47 168 жители (на 1 януари 2014). Бил е от 13 век член на Ханзата.
През Средновековието известно време е столица на Графство Цутфен.